# Thomas-Michel Lynch
Pour les articles homonymes, voir Thomas Lynch (homonymie) et Lynch.
Thomas-Michel Lynch, appelé aussi Michel Lynch ou le chevalier de Lynch, né à Bordeaux le 6 mai 1754, mort à Bordeaux le 13 août 1840, est un homme politique français, député royaliste au Conseil des Cinq-Cents sous le Directoire. 

## Biographie
Issu d'une famille catholique anglaise de petite noblesse, anciennement établie en Irlande puis réfugiée en Bordelais, Thomas-Michel Lynch est le fils de Thomas-Michel Lynch, écuyer, seigneur de Formingley, et de Pétronille Drouillard, fille du trésorier Pierre Drouillard. Il est le frère du futur maire de Bordeaux Jean-Baptiste Lynch et d'Elise Lynch qui épouse François-Patrice Mitchell, et le cousin de Thomas Lynch Jr et d'Isidore de Lynch. 
Thomas-Michel Lynch entre aux chevau-légers de la maison du roi,. Lorsque ce corps est licencié en 1787, Lynch se retire sur ses terres pour les faire valoir et s'occupe de belles-lettres,. Il gère les domaines viticoles que son frère et lui ont hérités de leurs parents et qui sont actuellement connus sous les noms de Château Dauzac, Château Lynch-Moussas et de Château Lynch-Bages.
Sous le nom de Michel, chevalier de Lynch, il participe aux assemblées de la noblesse de 1789.
Le 23 germinal an V, Thomas-Michel Lynch est élu député au Conseil des Cinq-Cents par les électeurs du département de la Gironde, avec 79,6 % des suffrages. Royaliste, il vote toujours avec ce parti mais sans prendre part aux débats. Il est exclu du Conseil après le coup d'État du 18 fructidor an V des directeurs contre la majorité royaliste des conseils,.
Il s'exile alors en Angleterre et revient en France sous le Consulat. Il devient conseiller général de la Gironde, et meurt à 86 ans.

## Sources bibliographiques
- « Thomas-Michel Lynch », dans Adolphe Robert et Gaston Cougny, Dictionnaire des parlementaires français, Edgar Bourloton, 1889-1891 [détail de l’édition] [texte sur Sycomore].
- « Lynch (Thomas-Michel, chevalier de) », dans Louis-Gabriel Michaud, Biographie universelle ancienne et moderne : histoire par ordre alphabétique de la vie publique et privée de tous les hommes avec la collaboration de plus de 300 savants et littérateurs français ou étrangers, 2e édition, 1843-1865 [détail de l’édition], tome 28, p. 558, à la suite de l'article sur son frère Jean-Baptiste [lire en ligne].